# AEG B.III
Pour les articles homonymes, voir B3.
L'AEG B.III, avion de reconnaissance, dérive du AEG B.II, dont il conserve le moteur, mais se distingue par des modifications de détail.
Dernier biplace de reconnaissance non armé entré en service en Allemagne, cet avion qui porte la désignation constructeur Z.10 apparaît début 1915 et sa production est très limitée.